# Каргашино (Тульская область)
Каргашино — деревня в Алексинском районе Тульской области. С точки зрения местного самоуправления деревня в составе муниципального образования город Алексин.

## География
Деревня находится в северо-западной части региона, в пределах северо-восточного склона Среднерусской возвышенности, в подзоне широколиственных лесов, в 10 км к юго-востоку от Алексина, юго-восточнее д. Даниловка и севернее д. Нарышкино.
Протекавший через деревню ручей (приток р. Крушма) назывался Обертенка в XVII в., в дальнейшем название было забыто.

### Климат
Климат характеризуется как умеренно континентальный, с ярко выраженными сезонами года. Средняя температура воздуха летнего периода — 16 — 20 °C (абсолютный максимум — 38 °С); зимнего периода — −5 — −12 °C (абсолютный минимум — −46 °С). Снежный покров держится в среднем 130—145 дней в году. Среднегодовое количество осадков — 650—730 мм.

## История
В документах конца XVII — начала XIX в. называется Коргошино, затем написание изменяется на Коргашино и далее Каргашино. До административных реформ XVIII в. относилась к Конинскому стану Алексинского уезда.
- По дозорной книге 1616 г. Каргашино принадлежит Неустрою Степановичу Щербачеву
- По писцовой книге 1627—1628 г. часть Каргашина принадлежит Неустрою Степановичу Щербачеву (помещичье владение), а часть — вдове Аграфене Ладыженской (владевшей соседними селениями Белолипки и Даниловка)[4]. В той же писцовой книге упоминается, что до Щербачева Каргашино принадлежало Василию Челюсткину (из того же рода, что и похороненный поблизости мореплаватель С. И. Челюскин) и вдове Прасковье Ивановне Плутневой с дочерью[5] Согласно той же писцовой книге 1627—1628 гг., рядом с Каргашиным находилась пустошь на месте бывшей деревни Нарышкино, также принадлежавшая Щербачеву (в 18 веке на её месте было создано новое селение с тем же названием)[6].
- По переписной книге 1646 г. часть Каргашина принадлежит Неустрою Степановичу Щербачеву (помещичье владение), а часть — ему же как вотчина. Также часть крестьян в Каргашине принадлежит Фоме Фёдоровичу Лодыженскому, владевшему соседним с. Белолипки.
- Согласно писцовой книге 1685 г. половина Каргашина, вместе с соседними селениями Белолипки и Перешибово принадлежала Александру Савостьяновичу Хитрово, а вторая половина по-прежнему принадлежала Щербачеву[7].
- По ревизии 1709 все три селения принадлежали вдове Федора Александровича Хитрово,
- по ревизии 1720 гг. все три селения, а также Афанасьево, числятся за генерал-майором П. И. Ягужинским[8].
- в 1740-е гг. все три селения (уже без Афанасьева) принадлежали поручику Егупову[9].
- затем до начала XIX в. — семейству Юшковых. С конца XVII по начало XIX в. крестьяне этих трёх деревень, как правило, женились между собой, и принадлежали к одному церковному приходу в с. Белолипки.
- По ревизии 1816 г. все три селения числятся за Прасковьей Петровной Юшковой.
- С 1817 гг. Каргашино и часть с. Белолипки перешли во владение сестёр Арсеньевых (Каргашиным стали владеть Анна и Варвара Михайловна Арсеньевы, Белолипками — Любовь и Наталья), тогда как вторая часть Белолипок и Перешибово неоднократно меняли владельцев.
- В 1850-е гг. Каргашино переходит во владение Екатерины Михайловны Карачаровой (наряду с дер. Бизюкино, Ладерево, Средняя Яшевка), и браки заключаются в основном с жителями принадлежавших ей деревень.
- В 1852 г. примерно половина дворов была продана г. Ковалинскому в Екатеринославскую губернию (в Ростовский уезд или Славяносербский уезд, где были имения Коваленских/Ковалинских), и в том же году ещё несколько дворов — г-ну Михаилу Л. Катынскому во Владимирскую губернию, Покровский уезд, где он основывает деревню Алешки[10].
- После крестьянской реформы 1861 г. крестьяне начинают жениться на жительницах многих других окрестных селений.

По состоянию на 1913 г. относилось к Спас-Конинской волости Алексинского уезда, было приписано к приходу церкви с. Белолипки.

## Население
По последней ревизии 1858 г. в деревне числилось 49 дворов: из них половина дворов была продана в 1852 г. в Екатеринославскую или Владимирскую губернию, в оставшихся дворах числились 93 мужчины, 101 женщина.
По сравнению с соседними селениями, в Каргашине особенно долго в метриках не упоминались дворовые прозвища (ставшие крестьянскими фамилиями); отдельные жители Каргашина упоминаются в метриках без фамилий до 1894 г.
Согласно крестьянской переписи 1910-1912 гг. в деревне числились фамилии (в скобках — номер двора указанного семейства по последней ревизии 1858 г.): Аристархов, Бакланов (39?, 40), Баранов (7, 10, 11), Баринов (14), Бубнов, Волков (17), Горюнов, Калинин, Карпухин, Котов (27, 28), Перепёлкин, Печёнкин (36), Плахов, Селезнев, Силаев, Соловьёв, Сорокин, Степанов (13), Строганов (2), Формальный (45), Харчихин, Ярцев и др.
| 2010 |
| ---- |
| 1    |

## Инфраструктура
Обслуживается отделением почтовой связи 301355.
Личное подсобное хозяйство (на ноябрь 2022 года свыше 20 домов).

## Транспорт
В 1 км к северу от Каргашина находится заброшенный железнодорожный вокзал Рюриково, построенный в конце XIX в. (ныне — ж/д платформа Московской железной дороги).
Выезд на автодорогу 70Н-002.